# Child 44
Child 44 (prt: A Criança n.º 44; bra: Crimes Ocultos) é um filme britânico-americano de mistério e suspense, realizado por Daniel Espinosa, escrito por Richard Price e baseado no romance de 2008 Child 44, de Tom Rob Smith. O filme estrelou Tom Hardy, Gary Oldman, Noomi Rapace, Joel Kinnaman, Paddy Considine, Jason Clarke e Vincent Cassel. Nos Estados Unidos, foi lançado em 17 de abril de 2015, no Brasil em 21 de maio de 2015 e em Portugal em 4 de junho de 2015.

## Sinopse
Na década de 1950, na União Soviética, durante o governo de Josef Stalin, o agente do Ministério da Segurança do Estado (MGB) Leo (ou Lev) Demidov (Tom Hardy) descobre uma série de mortes estranhas e brutais de crianças, num total de 52, da autoria de um assassino em série.

## Elenco
- Tom Hardy como Lev Demidov
- Noomi Rapace como Raíssa Demidova
- Joel Kinnaman como Vassíli Nikítin
- Gary Oldman como General Nésterov
- Vincent Cassel como Major Kúzmin
- Jason Clarke como Anatóly Bródsky
- Josef Altin como Alexandr
- Sam Spruell como Doutor Tyápkin
- Ned Dennehy como médico legista
- Fares Fares como Alexei Andrêyev
- Nikolaj Lie Kaas como Iván Sukov
- Anna Rust como Sasha
- Xavier Atkins como Pável
- Sonny Ashbourne Serkis como Artur
- Kevin Clarke como agente do MGB
- Petr Vanek como Fyôdor
- Max Rowntree como Andrêy
- David Bowles como investigador na cidade de Vualsk
- Michael Nardone como Semyôn Okun
- Fedja Stukan como Serghêy
- Anssi Lindström como Alexandr Pickup
- Harmon Joseph como Vadim
- Charles Dance como Major Grátchov
- Tara Fitzgerald como Inessa Nésterov
- Samuel Buttery como Varlán Babínitch
- Agnieszka Grochowska como Nina Andrêyeva

## Produção
As filmagens tiveram início em junho de 2013, em Praga, Ostrava, Kladno, República Checa.

## Lançamento
Em 15 de abril de 2015, a distribuidora de cinema russa Central Partnership anunciou que o filme seria retirado das salas de espetáculo russas. No entanto, alguns meios de comunicação declararam que o filme tinha sido banido pelo Ministério da Cultura. A decisão foi tomada após a seleção de imprensa no dia anterior. O Ministério da Cultura e a Central Partnership emitiram um comunicado de imprensa conjunto, afirmando que a exibição do filme antes do 70º aniversário do Dia da Vitória era inaceitável. O Ministério da Cultura alegou que recebera várias perguntas sobre o conteúdo do filme, designadamente sobre "a distorção de fatos históricos, o tratamento peculiar de acontecimentos passados durante e após a Grande Guerra Patriótica e as imagens e os personagens do povo soviético daquela época". O ministro russo da Cultura, Vladímir Medínsky, elogiou a decisão, mas salientou que esta fora unicamente da Central Partnership. Consequentemente, em sua declaração pessoal, Medínsky alegou que o filme retratava os russos como "sub-humanos de base, física e moralmente" e comparou a representação da União Soviética no filme com a Terra Média Mordor de J. R. R. Tolkien, acrescentando que filmes desses não deviam ser avalizados, nem antes do 70º aniversário da vitória na Grande Guerra Patriótica, nem em qualquer outro momento. No entanto, afirmou também que o filme estaria disponível na Rússia em DVD e na Internet.
Em consequência da decisão, o filme foi também retirado dos cinemas da Bielorrússia, da Ucrânia, do Cazaquistão e do Quirguistão. Já na Geórgia, o lançamento foi adiado para outubro.
O realizador e produtor de cinema Alexander Rodnyansky criticou a decisão de não lançar o filme, dizendo que prejudicaria a indústria cinematográfica do país. "Antigamente, filmes que não apresentavam heróis russos e soviéticos da melhor maneira possível eram lançados na Rússia, mas nada semelhante aconteceu. Agora tudo que estiver relacionado com a História deve caber claramente em uma espécie de quadro estabelecido pelo Ministério da Cultura."
No Brasil o filme foi lançado nos cinemas em 21 de maio de 2015 pela Paris Filmes. Em Portugal, em 4 de junho de 2015 pela PRIS Audiovisuais.